# Sandefjord Station
Sandefjord Station (Sandefjord stasjon) er en jernbanestation på Vestfoldbanen, der ligger i bykommunen Sandefjord i Norge. Stationen åbnede sammen med banen 7. december 1881. Stationen består af flere spor med to perroner, en stationsbygning opført i gulmalet træ efter tegninger af Balthazar Lange og en Narvesen-kiosk. Den ligger 14,5 meter over havet, 139,52 km fra Oslo S.
Stationen betjenes af NSB's regionaltog mellem Skien og Eidsvoll. Desuden er der en nærliggende rutebilstation og busforbindelse til Sandefjord Lufthavn, Torp. Ca. 600 m fra stationen ligger der en færgeterminal, hvorfra Color Lines’ færger til Strömstad i Sverige sejler.